# Tomis beieri
Tomis beieri es una especie de araña saltarina del género Tomis, familia Salticidae. Fue descrita científicamente por Caporiacco en 1955.
Habita en Venezuela.